# 福島県道63号古殿須賀川線
福島県道63号古殿須賀川線（ふくしまけんどう63ごう ふるどのすかがわせん）は、福島県石川郡古殿町から須賀川市に至る県道（主要地方道）である。

## 路線概要
- 起点：石川郡古殿町山上字落合
- 終点：須賀川市堀底町
- 総延長：28.293㎞
  - 実延長：26.427㎞[1]

須賀川市内はうつくしま未来博のために福島空港とのアクセス道路として整備された快走路である一方、母畑温泉以東は1車線の狭隘区間が残存している。

### 重用路線
- 福島県道140号石川鴇子線（石川郡石川町中田字上矢造 地内）
- 福島県道40号飯野三春石川線（石川郡石川町湯郷渡字米子平 地内）
- 福島県道42号矢吹小野線（石川郡玉川村南須釜字行人塚 - 同郡同村南須釜字兎田）
- 福島県道208号福島空港西線（石川郡玉川村北須釜字はばき田 地内）

### 道路施設
吉野中央橋
- 全長：217.5m
  - 主径間：31.0m
- 幅員：6.5（8.520）m
- 形式：8径間鋼連続鈑桁橋
- 竣工：2002年度

玉川村吉字中下から字上ノ入に跨り、一級水系阿武隈川水系金波川支流の吉川と玉川村道を渡る。あぶくま高原道路福島空港インターチェンジと福島県道42号矢吹小野線現道、当県道とを結ぶ取付道路として建設された（地図によってはこの区間が県道42号となっているが、福島県では県道63号の橋梁として管理されている）。インターチェンジ取り付け部のため橋上は上下対向2車線で供用され、歩道は設置されていない。総工費は5億700万円。
須釜橋
- 全長：45.5m
- 主径間：22.0m
- 幅員：11.0（17.0）m
- 形式：2径間連結PCプレテンT桁橋
- 竣工：1991年度

計画時の名称は空港1号橋。玉川村南須釜に位置し、一級水系阿武隈川水系泉郷川と、福島県道42号矢吹小野線を渡る。空港アクセスのための改良工事に伴い、緊急地方道整備事業により建設された。総工費は2億200万円。
南下橋
- 全長：80.0m
- 幅員：14.0m
- 竣工：1992年[4]

須賀川市狸森字渡ノ柴、字土橋に位置する。橋上は上下対向2車線で供用され、上下線両側に歩道が設置されている。
狸森橋
- 全長：75.0ｍ
  - 主径間：37.0ｍ
- 幅員：8.0（14.0）ｍ
- 形式：2径間連続非合成鋼鈑桁橋
- 竣工：1991年度

計画時の名称は空港3号橋。須賀川市狸森に位置し、普通河川売田川と並行する須賀川市道II-27号を渡る。空港アクセスのための改良工事に伴い、緊急地方道整備事業により建設された。桁部は航空機が飛び立つ空をイメージしスカイブルーに塗装されている。総工費は2億7200万円。
江戸橋
- 全長：116.0m
  - 主径間：45.0m
- 幅員：7.5（12.5）m
- 形式：3径間連続非合成鋼鈑桁橋
- 竣工：1990年度

計画時の名称は空港4号橋。須賀川市狸森に位置し、一級水系阿武隈川水系初瀬川を渡る。空港アクセスのための改良工事に伴い、緊急地方道整備事業により建設された。桁部は航空機が飛び立つ空をイメージしスカイブルーに塗装されている。総工費は3億4900万円。
松ヶ作橋
- 全長：30.0m
- 幅員：13.5（16.0）m
- 形式：上路式RC固定アーチ橋
- 竣工：1991年度

計画時の名称は空港5号橋。須賀川市雨田に位置し、当路線を跨ぐ須賀川市道II-24号の橋梁である。当路線の道路改良事業に伴い建設された。福島空港へのゲートとしての役割を持たせるためにアーチ橋が用いられ、側壁部分には須賀川市花である牡丹のイラストと「FUKUSHIMA AIRPORT」「WELCOME TO FUKUSHIMA」の文字が描かれている。総工費は1億1200万円。
日照田橋
- 全長：23.4m
- 幅員：13.0（17.5）m
- 形式：PC単純プレテン床版桁橋
- 竣工：1998年度

須賀川市日照田字松原から字漆内に跨り、福島県道141号玉川田村線を渡る立体交差点の跨道橋部分である。総工費は1億5340万円。
小枝橋
- 全長：43.0m
- 幅員：13.0（25.0）m
- 形式：PC単純ポステンT桁橋
- 竣工：1998年度

須賀川市小作田字小枝に位置し、須賀川市道と近接する溜池を渡る。総工費は2億7220万円。
市野関跨線橋
- 全長：38.0m
- 幅員：13.0(25.0)m
- 形式：PC単純ポステンT桁橋
- 竣工：1999年度

須賀川市市野関字屋敷から字八斗蒔に跨り、JR水郡線を渡る。橋上は片側2車線計4車線で供用されている。総工費は2億5920万円。
大仏大橋
- 全長：255.8.0m（上り）・270.0m（下り）
  - 主径間：108.3m（上り）
- 幅員：6.5（11.75）m×2
- 形式：4径間連続PCポステン箱桁橋
- 竣工：1997年（上り）・2000年（下り）[7]

1997年10月15日に暫定2車線で開通したバイパス区間にある一級河川阿武隈川を渡る橋梁であり、現在は上下線ともに2車線で供用されている。東詰は須賀川市市野関字小高内、西詰は同市和田字大仏前に位置する。完成当時、福島県県中建設事務所管内では全長、支間長が最大であった。総工費は40億1400万円。名前の由来は近辺に存在する和田大仏と、それに伴う周辺の地名である字大仏から。橋の建設計画時、県道は大仏の真上を通る予定だったが、「大仏の上に道路を通したら不幸が起きる」などと問題になり、結果的に大仏を避けるようルートが変更されたため、橋はカーブした形状になった。

## 歴史
- 1985年（昭和60年）2月 - 県道指定が行われる[9]
- 1993年（平成5年）5月11日 - 建設省から、県道古殿須賀川線が古殿須賀川線として主要地方道に指定される[10]。福島県によって現在の路線名が認定される[11]。
- 1997年（平成9年）10月15日 - 大仏大橋を含む2,890mが供用開始[12]。
- 1999年度 - うつくしま未来博開催に伴う拡幅が行われる中で、松ケ作地域で弥生時代の遺跡が発掘される[13]。
- 2018年3月9日 - 国道118号松塚バイパスの全線開通により須賀川市中心市街地を経由していた国道118号現道の一部（須賀川市和田番屋から同市堀底町の福島県道67号中野須賀川線交点までのおよそ4.4km）が当県道に移管された[14]。

## 地理

### 通過する自治体
- 福島県
  - 石川郡古殿町
  - 石川郡石川町
  - 石川郡玉川村
  - 須賀川市

### 交差する道路
- 古殿町
  - 国道349号（山上字落合）
- 石川町
  - 福島県道140号石川鴇子線 石川町市街地方面（中田字上矢造）
  - 福島県道140号石川鴇子線 平田村方面（中田字上矢造）
  - 福島県道40号飯野三春石川線 石川町市街地方面（湯郷渡字米子平）
  - 福島県道40号飯野三春石川線 福島市方面（湯郷渡字米子平）
  - 福島県道139号母畑白河線（母畑字丈田）
- 玉川村
  - 福島県道42号矢吹小野線 小野町方面・福島県道138号母畑須賀川線（南須釜字行人塚）
  - 福島県道42号矢吹小野線 矢吹町方面・福島県道42号矢吹小野線あぶくま高原道路 福島空港IC（南須釜字兎田）
  - 福島県道208号福島空港西線 玉川村中心部方面（北須釜字はばき田）
- 須賀川市
  - 福島県道141号玉川田村線（日照田字松原）
  - 国道118号（和田字番屋）
  - 福島県道138号母畑須賀川線（妙見）
  - 福島県道54号須賀川三春線（福島県道355号須賀川二本松線重用区間）・福島県道355号須賀川二本松線（本町）
  - 国道4号（大黒町（大黒町交差点））
  - 福島県道67号中野須賀川線（堀底町 終点）

### 沿線にある施設など
- 母畑郵便局
- 母畑温泉
- 石川町母畑自治センター
- 福島空港
- 福島空港公園エアフロントエリア
- 須賀川牡丹園
- 須賀川市立須賀川第三小学校
- ハローワーク須賀川
- 須賀川上野郵便局
- 須賀川市役所
- 須賀川警察署
- 須賀川市立須賀川第一小学校
- 須賀川病院